# Гідрогеологічний масив

Схема утворення і залягання підземних вод: 1 – водопойні породи; 2 – водоносні породи; К1-К4 – колодязі; Д1-Д3 – джерела.

Гідрогеологі́чний маси́в ( англ. hydrogeologic massif (block), нім. hydrogeologisches Massiv n) – гідрогеологічна структура, складена метаморфічними, магматичними і осадовими породами і вміщує тріщинно-жильні скупчення підземних вод. Підземний стік гідрогеологічного масиву орієнтований від центру до периферії. За гідравлічним механізмом ці структури є провідниками підземних вод. Живлення відбувається практично на всій площі. Глибина проникнення підземних вод, яка вимірюється потужністю товщ інтенсивно тріщинуватих порід відносно невелика. Винятком є розривні порушення. Внаслідок сильного розчленування рельєфу Г.м. глибоко здреновано. Область розвантаження розташована по периферії масиву. Високий ступінь дренованості забезпечує перевагу природних ресурсів над геологічними запасами. В Україні М.г. сформувалися в межах Українського кристалічного щита, Криму та ін.